# Перец опьяняющий
Пе́рец опья́няющий, или кава, или кава-кава (лат. Píper methýsticum) — растение; вид рода Перец семейства Перечные.
Словом «кава» называют как растение, так и напиток, получаемый из его корней. Экстракт из корней обладает успокаивающим действием, и его традиционно принимают для расслабления без нарушения ясности ума. Активные составные части кавы названы кавалактонами.
Систематический обзор и метаанализ 2015 года показал неэффективность фитопрепаратов с кавой при бессоннице.

## Значение

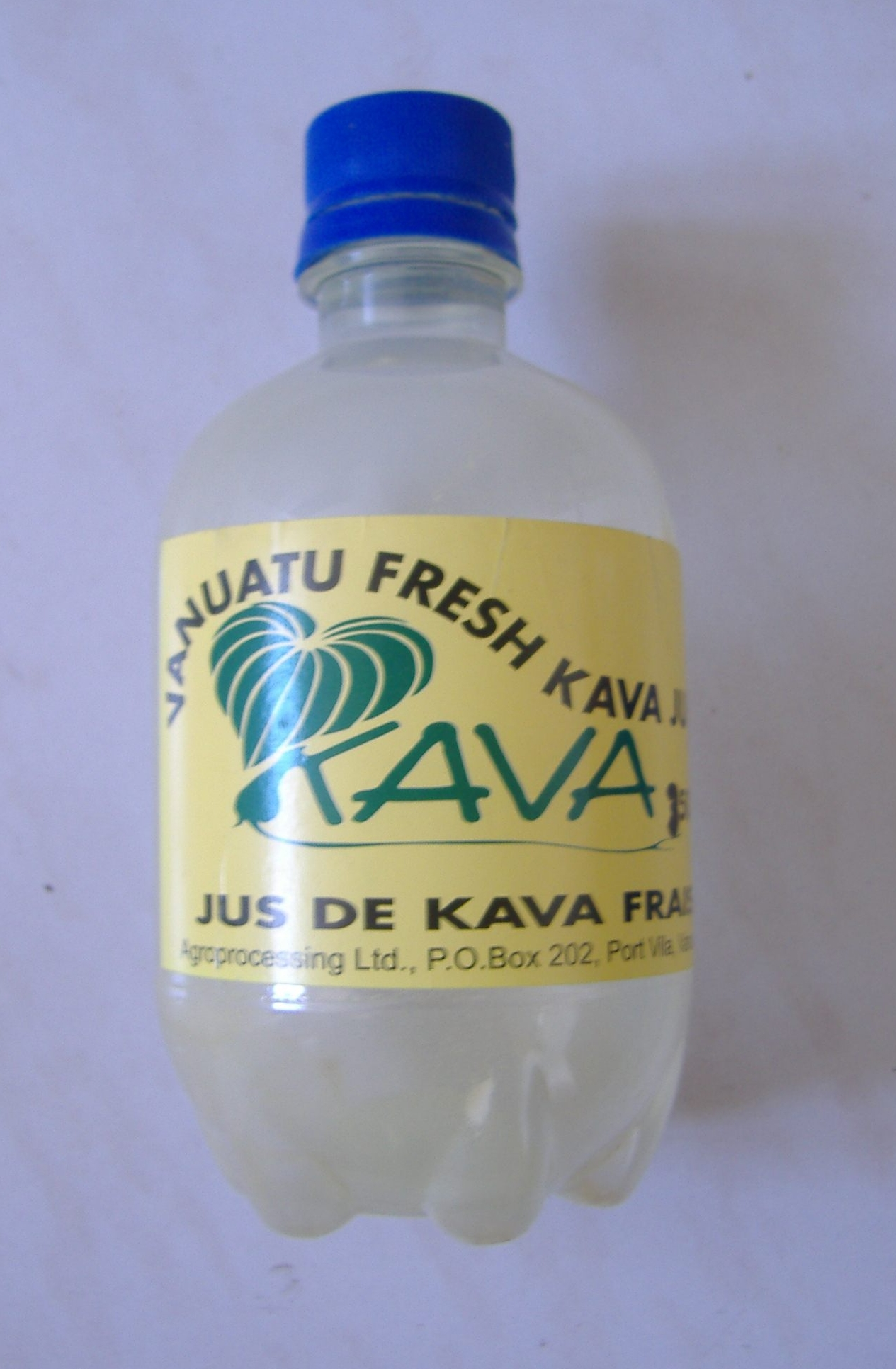
Бутилированная кава. Вануату

Растение было описано немецким учёным Георгом Форстером во время второй экспедиции Джеймса Кука. Полинезийцы жевали корни растения, а затем смешивали полученную кашицу с водой, получая от напитка эффект, сходный с опьянением.
В Полинезии широко распространён напиток «Кава» из этого растения, обладающий успокаивающим и тонизирующим свойством.
В медицине используются корни растения, содержащие крахмал (43 %), тонизирующие вещества и флавокавины (3-20 %). Применяется как успокаивающее и снотворное средство.

## Юридический статус
Использование растения в медицинских целях запрещено в ряде стран (в частности, в 2003 году на Украине, о чём было выдано соответствующее распоряжение Государственного фармакологического центра Украины) в составе не только биологически активных добавок (БАД), но и лекарственных средств. В ноябре 2008 года Европейский союз отменил торговый запрет на кава-каву, который был наложен из-за обвинений в токсичности для печени, что с тех пор было опровергнуто более современными научными исследованиями.
На территории России перец опьяняющий (кава-кава) включён в «список сильнодействующих и ядовитых веществ» (ПККН), запрещено его использование в составе БАДов к пище. То есть ввоз, в том числе через почту, и продажа препаратов из данного растения являются противозаконными.
В Германии, где впервые в 2002 году был инициирован запрет растения, с 2007 года ведутся активные переговоры об отмене ограничений и возврате легального статуса кавы, в том числе и для фармацевтической промышленности. В переговорах участвуют фармацевтические компании, государственные контролирующие органы и независимые научно-экспертные организации. Во время переговоров консультативная комиссия Е (подразделение немецкого органа по здравоохранению BFARM) высказала возражения против необоснованного запрета растения, которое используется в Полинезии более 2000 лет. В настоящее время безопасность кавы-кавы в Германии активно исследуется в серии испытаний на животных.